# Грин, Джозеф
Джозеф Лоуренс Грин (англ. Joseph Lawrence Greene; 1 августа 1914 — 1990) — американский писатель-фантаст, редактор. Наиболее известна его роль в создании образа Тома Корбетта, космического кадета в одноимённом телевизионном сериале 1950-х годов и фантастических романов о Диге Аллене («Пленники в космосе»). Оба проекта описывают космические приключения подростков, предназначенные для мальчиков. Кроме этого, Грин был автором многих книг комиксов и до 1972 года служил редактором издательства Grosset.